# Aaron
Možná hledáte: Áron (hebrejské jméno) nebo Árón (více významů)
Aaron byl český maloobchod s fotografickou technikou, od února 2017 je v insolvenčním řízení. Firma provozovala síť prodejen po České republice a také internetový obchod Aaron.cz. V roce 2012 se vedení společnosti přesunulo na centrálu v Záhřebské ulici v Praze, kde získalo větší kancelářské prostory a sklad.
 V březnu 2017 je společnost v insolvenčním řízení a byla nucena ukončit svou činnost.
Jednatelem společnosti je Tomáš Kůs. První prodejna Aaron byla založena v Ječné ulici v roce 1997. Firma Aaron se zaměřovala zejména na internetový obchod a na kvalitu poskytovaných služeb.
Firma Aaron se kromě prodeje fotografické techniky zaměřovala také na tiskové služby. Ty zahrnovaly vlastní fotolab Aaronlab a online fotosběrnu.

## Aaron v České republice
- Praha - Záhřebská 25 (centrála firmy a sklad)
- Praha - Ječná 32 (prodejna Aaron a Aaronlab)
- Brno - Pekařská 18 (prodejna Aaron)

## Historie
Společnost byla založena v Ječné ulici v Praze v roce 1997. V roce 2005 byl otevřen internetový obchod, díky kterému se Aaron stal jedním z hlavních prodejců digitální fotografické techniky v celé ČR. V roce 2006 byla společnost odkoupena Tomášem Kůsem, ten pak získal živnostenský list. V roce 2007 došlo k rozšíření kamenných prodejen o jednu pražskou a jednu mimopražskou prodejnu. Pražská prodejna byla otevřena v ulici Na Poříčí a mimopražská prodejna byla otevřena v Ostravě v Reální ulici. Cílem bylo přiblížit se i mimopražským zákazníkům a v roce 2008 došlo k rozšíření specializované prodejny v Ječné ulici, sortiment se rozšířil o digitální zrcadlovky. V tomto roce byla prodejna unikátem v České republice. Návrhy prodejny realizovali přední čeští architekti. Na ploše 100 metrů čtverečních si zájemci mohli prohlédnout fototechniku a příslušenství od předních světových výrobců. V roce 2009 se společnost Aaron potýkala s důsledky celosvětové hospodářské krize a snažila se rozšiřovat nabídku svých služeb. Jedním z kroků bylo pořízení stroje na zhotovování fotografií od firmy Fujifilm. Dalším posunem bylo v tomto roce otevření další kamenné prodejny a tentokrát v Brně v Reální ulici. Tento krok znamenal pokrytí velkých měst v České republice. V roce 2012 bylo vedení společnosti přestěhováno na centrálu do ulice Záhřebské v Praze a s ním i přestěhování skladu. Z důvodů rozšiřování nabídky fotoaparátů a příslušenství byl tento krok nezbytně nutný. A v roce 2013 byla otevřena prodejna v Hradci Králové v ulici Československé armády.

## Podporujeme
Firma Aaron v roce 2012 začala s aktivitou nazvanou "Podporujeme". Jde o podporu projektů, které jsou zajímavé, smysluplné a potřebují pomoci. Prvními, které zařadila firma Aaron do seznamu se stala Barbora Šlapetová a Jan Svěrák se svým projektem "Proč je noc černá". Tento projekt byl podpořen zápůjčkou fotografického zařízení a příslušenství. Dalším významným projektem jsou in-line aktivity, které zahrnují sérii závodů vč. MČR v In-line bruslení. Pro tuto sérii závodů Aaron poskytl věcné ceny pro výherce závodů. Podpora projektů je v současnosti velice důležitou aktivitou.
Aaron také pravidelně pořádá pro zákazníky soutěže o věcné ceny. V nich mohou získávat slevy, zboží zdarma, slevové kupony a další ceny.

## Insolvence a ukončení činnosti
Dne 6. 2. 2017 Městský soud v Praze rozhodl vyšším soudním úředníkem Janou Rajtrovou o zahájení insolvenčního řízení a firma ukončila svou činnost. Byl taktéž pozastaven internetový obchod Aaron.cz na kterém je zobrazena informace:
Obchodní společnost AARON shop s.r.o. byla nucena s ohledem na ekonomické problémy nezávislé na vůli jejího vedení ukončit svou činnost. Všem dosavadním zákazníkům děkujeme za přízeň.